# 水戸運輸区
水戸運輸区（みとうんゆく）は、茨城県水戸市にかつて存在した東日本旅客鉄道（JR東日本）水戸支社の運転士・車掌が所属する組織である。2024年3月15日限りで廃止し、現在は水戸統括センター。

## 車掌乗務範囲
普通列車
- 常磐線：水戸 - いわき間
- 水戸線：小山 - 友部間　※ワンマン化により、臨時列車のみ
- 水郡線：水戸 - 常陸大子・常陸太田間

優等列車
- 特急 ひたち・ときわ号：水戸 - いわき間

臨時列車
- 快速奥久慈風っこ号：水戸 - 常陸大子間

## 運転士乗務範囲
- 常磐線：友部 - 高萩間
- 水戸線：小山 - 友部間
- 水郡線：水戸 - 常陸大子・常陸太田間

| スタブアイコン | サブスタブ | この項目は、まだ閲覧者の調べものの参照としては役立たない、鉄道に関連した書きかけの項目です。この項目を加筆・訂正などしてくださる協力者を求めています（P:鉄道/PJ:鉄道）。 |